# Cologania broussonetii
Cologania broussonetii är en ärtväxtart som först beskrevs av Giovanni Battista Balbis, och fick sitt nu gällande namn av Dc.. Cologania broussonetii ingår i släktet Cologania, och familjen ärtväxter. Inga underarter finns listade i Catalogue of Life.